# Lučina (přítok Podolského potoka)
Lučina pramení na území města Rýmařov (okolo 685 m n. m.) a měří 5,6 km. Protéká místní částí Harrachov a v Jamarticích se vlévá zleva do Podolského potoka. Nachází se na ní soustava 2 vodních nádrží, soustava rybníků Lučina, Opavská a soustava vodních nádrží ležící v katastru Jamartice.